# Градиштанско врело
43° 09′ 07″ С; 22° 35′ 06″ И / 43.151833° С; 22.585° И
Градиштанско врело налази се код села Градишта у источном делу Пиротске котлине. Административно припада општини Пирот и Пиротском управном округу.

## Геоморфологија
Вода Градиштанског врела избија на 414 m н.в. испод вертикалног одсека изграђеног од кречњака. Градиштанско врело се везује за два раседа, 
- Видлички расаде — правца север — југ
- Нишавски расед — правца северозапад — југоисток.

Вода овог врела сакупља се на карбонатном пространству Видлича и та област се у хидролошком погледу тешко може одвојити од Крупачких врела. Утврђено је да вода Одоровске понорнице избија баш на обе локације. Ово врело се карактерише гравитационим истицањем, на контакту кречњака са песковито – глиновитим алувионом Нишаве.
Недалеко од врела налази се појава истицања термалних вода, које се не користе организовано. 
Површина слива овог врела је око 47 km², а минималне издашности се крећу од 95 dо 100 l/s, а у пролеће и до 1,5 m³/s, када се вода често и замућује.

## Експолатација врела
Врело је каптирано и користи се за водоснабдевање Пирота. Међутим, као и у случају Крупачког врела, не врши праћење капацитета врела, које је делимично захваћено, а део вода слободно отиче у Нишаву преко воденичног јаза.